# Two Soundtracks for Angela Bulloch
Two Soundtracks for Angela Bulloch es un EP del músico americano David Grubbs, el cual fue escrito para acompañar el arte de Angela Bulloch.

## Lista de canciones
1. "Z Point" – 8:14
2. "Horizontal Technicolour" – 13:12